# Jürgen Steinrücke
Jürgen Steinrücke (* 2. August 1959 in Remscheid-Lennep; † 9. Dezember 2010 in Wuppertal) war ein deutscher Kommunalpolitiker (CDU) und hauptamtlicher Bürgermeister der Stadt Schwelm.

## Leben
Nach seinem Schulabschluss absolvierte Steinrücke den Wehrdienst. Ab 1980 studierte er Chemie und Geographie an der Ruhr-Universität Bochum.
1990 wurde Steinrücke an der Fakultät für Geowissenschaften der Ruhr-Universität Bochum mit einer Dissertation zum Thema Atmosphärischer Eintrag von Nähr- und Schadstoffen in einem Naturschutzgebiet im ländlichen Raum promoviert.
1997 habilitierte er sich im Fach Geographie. Als Thema seiner Habilitationsschrift wählte Steinrücke Changes in the northern hemispheric zonal circulation in the Atlantic European sector since 1881 and their relationship to precipitation frequencies in the Mediterranean and Central Europe. Im selben Jahr folgte seine Ernennung zum Privatdozenten.
In den Jahren 1998 und 1999 arbeitete er als Referent der CDU-Fraktion im nordrhein-westfälischen Landtag.
2005 gründete er die Fechtabteilung im größten Schwelmer Sportverein, TG Rote Erde. Über Jahre hinweg leitete er samstags das Training. Dabei lektionierte er die Schüler und bereitete sie auch auf Turniere vor.
In „seiner“ Nachbarschaft Winterberg wurde er noch kurz vor seinem Tod für zehnjährige Mitgliedschaft geehrt.
Jürgen Steinrücke erlitt am Abend des 5. Dezember 2010 einen schweren Schlaganfall. Daraufhin wurde er auf die Intensivstation des Helios Klinikums Wuppertal gebracht. Er starb am 9. Dezember 2010 im Alter von 51 Jahren an den Folgen des Schlaganfalls.

## Bürgermeister der Stadt Schwelm
Jürgen Steinrücke (CDU) gewann 1999 die Bürgermeisterwahl der Stadt Schwelm gegen den damaligen Amtsinhaber Rainer Döring (SPD). 2004 wurde er für eine zweite Amtszeit wiedergewählt. Nach der Kommunalwahl 2009 wurde der von den Grünen unterstützte SPD-Politiker Jochen Stobbe am 30. August 2009 zu seinem Nachfolger gewählt.
Jürgen Steinrücke war zudem Mitglied im Kreisvorstand des CDU-Kreisverbandes Ennepe-Ruhr sowie als Bürgermeister Vorsitzender des Rats der Stadt Schwelm. Des Weiteren agierte er in verschiedenen Kommissionen, Ausschüssen, Aufsichtsräten und Verbandsversammlungen.
Eine Errungenschaft von Jürgen Steinrücke während seiner Amtszeit war der Beginn der Städtepartnerschaft mit der französischen Gemeinde Fourqueux. Bereits seit 1995 gab es dorthin freundschaftliche Kontakte, zunächst im sportlichen Bereich. 2003 wurde in Schwelm der Club Schwelm-Fourqueux gegründet, als dessen Präsident Jürgen Steinrücke fungierte. Das französische Pendant stellt der Club Les amis des Schwelm dar. Das Ehepaar Steinrücke unternahm seitdem viele Reisen in den kleinen Ort in der Nähe von Paris. Steinrücke war dort hoch angesehen. 2007 wurde die Urkunde zur Städtepartnerschaft unterzeichnet.
Jürgen Steinrücke erhielt am 10. Juni 2009 für dieses Engagement die Ehrenmedaille des französischen Senats von dessen Präsidenten Gérard Larcher.

## Auszeichnungen
- 2009: Träger der Ehrenmedaille des französischen Senats[1][9]

## Schriften (Auswahl)
- Atmosphärischer Eintrag von Nähr- und Schadstoffen in einem Naturschutzgebiet im ländlichen Raum, Geographisches Institut der Ruhr-Universität, Bochum 1991, ISBN 3-925143-14-9 (Zugleich: Universität Bochum, Dissertation, 1990)
- Changes in the northern hemispheric zonal circulation in the Atlantic European sector since 1881 and their relationship to precipitation frequencies in the Mediterranean and Central Europe, Geographisches Institut der Ruhr-Universität, Bochum 1999, ISBN 3-925143-66-1 (Zugleich: Universität Bochum, Habilitationsschrift, 1996)